# En Observation
En Observation è l'album d'esordio del cantante di musica dance francese Helmut Fritz.
Pubblicato il 22 giugno 2009 dalla Sony Music, l'album è stato anticipato dal singolo Ça m'énerve, di successo europeo, arrivato al primo posto della classifica dei singoli francese. Sono stati pubblicati come singoli anche i brani Miss France e Ça gère, che hanno tuttavia ottenuto un minor successo rispetto al primo, Ça m'énerve.

## Tracce
CD (Dust In 88697538302 (Sony) / EAN 0886975383023)
1. Opening – 0:27
2. Ça m'énerve – 3:39 (Laurent Konrad, Helmut Fritz, Mohammadreza Sadeghin)
3. Tu l'as pas créé, tu le vends – 3:12 (Laurent Konrad, Helmut Fritz)
4. Ça gère – 3:16 (Laurent Konrad, Helmut Fritz)
5. 07h45 – 3:11 (Laurent Konrad, Helmut Fritz)
6. Miss France – 3:39 (Laurent Konrad, Helmut Fritz)
7. Partout – 3:46 (Laurent Konrad, Helmut Fritz)
8. Burn Out – 3:18 (Laurent Konrad, Helmut Fritz)
9. Mister Hype – 3:49 (Laurent Konrad, Helmut Fritz)
10. Yellow Safety Jacket – 3:12 (Laurent Konrad, Helmut Fritz)
11. Le plein des sens – 3:04 (Laurent Konrad, Helmut Fritz)
12. 16.01.74 – 3:10 (Laurent Konrad, Helmut Fritz)
13. Ça m'énerve (Vip Dub Mix) – 5:20 (Laurent Konrad, Helmut Fritz, Mohammadreza Sadeghin)

Durata totale: 43:03

## Classifiche
| Classifica (2009) | Posizione raggiunta |
| ----------------- | ------------------- |
| Francia           | 32                  |
| Belgio (Vallonia) | 63                  |
| Svizzera          | 92                  |